# Armindo Fernandes do Espírito Santo Vieira
Armindo Fernandes do Espírito Santo Vieira (* 14. April 1953) ist ein angolanischer Diplomat und Politiker.

## Leben
Von 1981 bis 1982 war er Befehlshaber der Volkspolizei Angolas. Von 1983 bis 1987 war er Botschafter in Lagos, Nigeria. Von 1987 bis 1988 war er Botschafter in Rom. Von 1989 bis 1992 war er Befehlshaber der Volkspolizei und stellvertretender Innenminister. Seit dem 29. April 2002 ist er Botschafter beim Heiligen Stuhl.